# ان‌جی‌سی ۱۵۹
ان‌جی‌سی ۱۵۹ (انگلیسی: NGC 159) نام یک کهکشان در صورت فلکی سیمرغ است.